# Kvarteret Trädlärkan

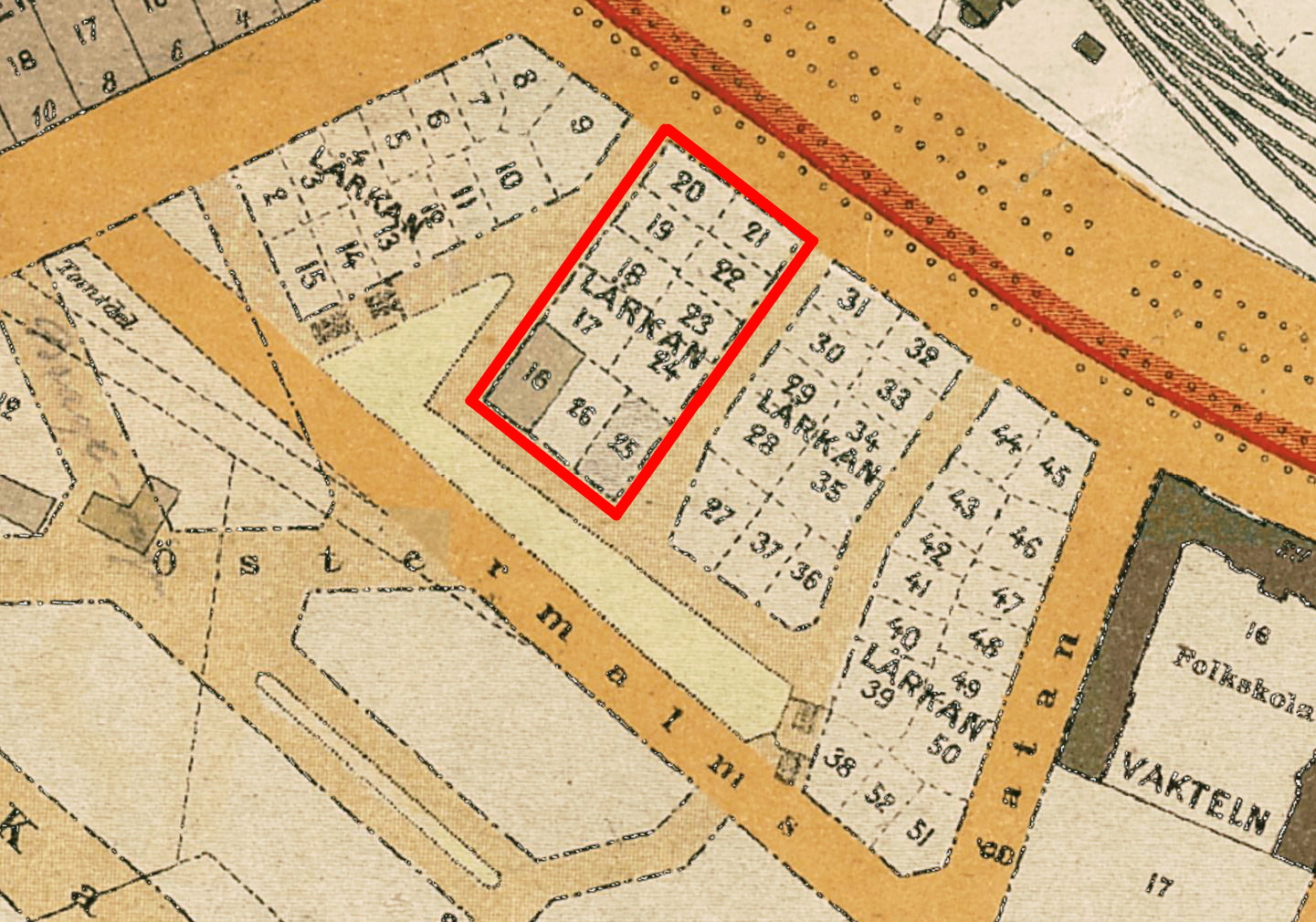
Kvarteret Lärkan 1909 med nuvarande Trädlärkan inom röd ram.

Kvarteret Trädlärkan är ett kvarter i Lärkstaden på Östermalm i Stockholms innerstad. Kvarteret bebyggdes mellan åren 1909 och 1910 och omges av Tyrgatan i nordväst, Valhallavägen i nordost, Sköldungagatan i sydost och av Friggagatan i sydväst där vidtar parken Balders hage. Inom kvarteret finns tre ambassader: Schweiz, Nigeria och Saudiarabien.

## Historik
Kvarterets storlek och läge fastställdes i samband med stadsplaneringen för området på 1880-talet som i sin tur initierats av Lindhagenplanen. Till en början bildades ett enda stort långsmalt kvarter vilket kallades Lärkan och som styckades i 51 fastigheter (Lärkan 2–52, nr 1 fanns inte) med storlekar mellan drygt 270 och 550 kvadratmeter, belägna mellan Odengatan och Uggleviksgatan samt Valhallavägen och Östermalmsgatan. I en stadsplan från 1902, upprättad av arkitekt Per Olof Hallman, delades storkvarteret Lärkan upp i fyra mindre kvarter som fick namnen (från öst till väst): Piplärkan, Sånglärkan, Trädlärkan och Tofslärkan. Den ursprungliga fastighetsstrukturen och -storleken bibehölls och finns fortfarande kvar idag. Kvartersnamnen är fågelrelaterade och anknyter till områdets andra fågelnamn som Domherren, Flugsnapparen, Lövsångaren, Näktergalen, Skatan, Sädesärlan, Trasten och Vakteln.

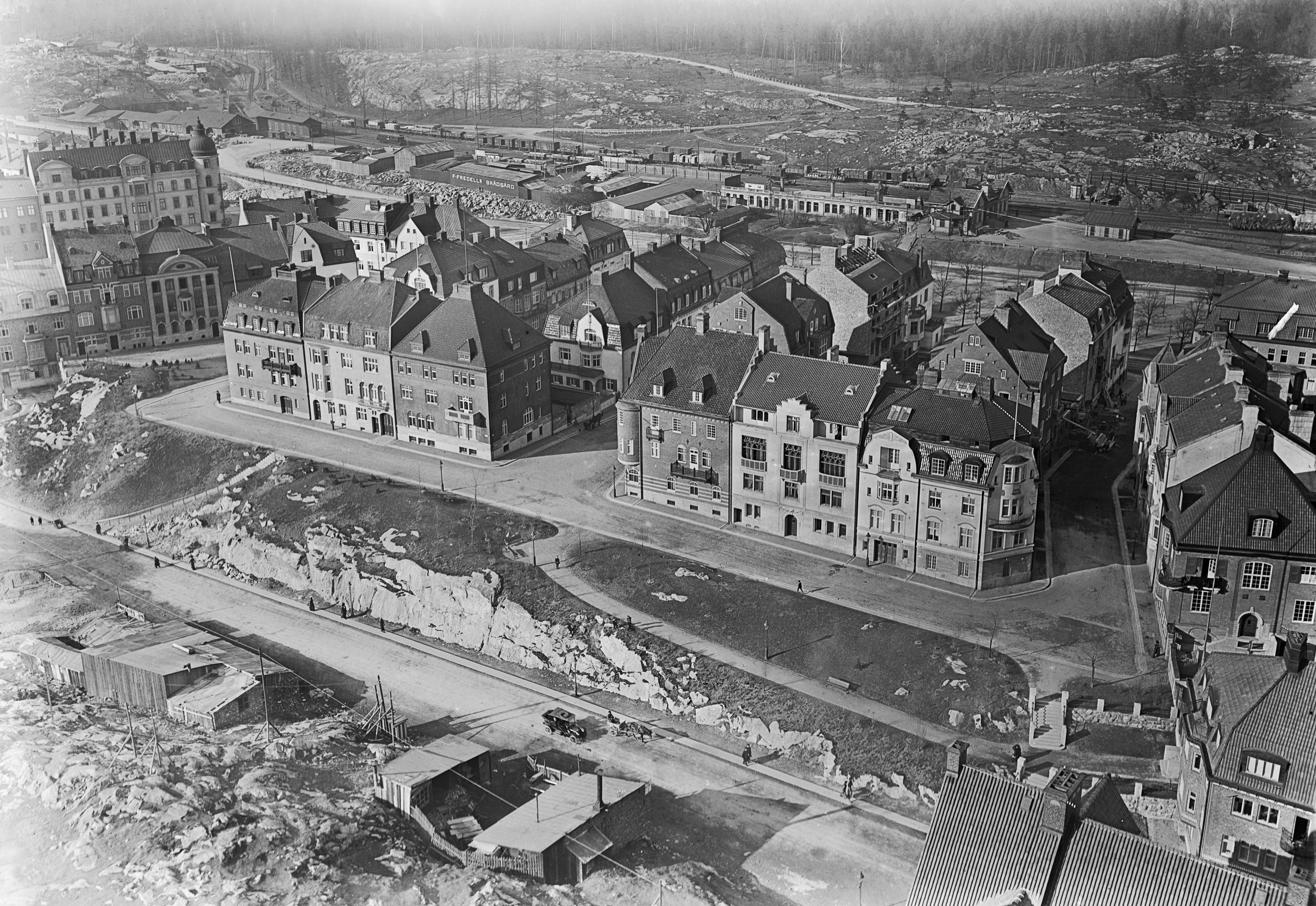
Kvarteren Trädlärkan (till vänster) och Sånglärkan (i bildmitt) sedda från Engelbrektskyrkans torn omkring 1911. Längst ut till vänster skymtar Tofslärkan och längst till höger Piplärkan, framför syns parken Balders hage under anläggandet. Fotograf: Axel Swinhufvud.

### Kulturhistorisk bedömning
Kvarteret Trädlärkan består idag av tio fastigheter, ursprungligen elva men Trädlärkan 1 och 11 slogs 1992 ihop till Trädlärkan 12. Inom kvarteret finns en av Stadsmuseet blåklassad fastighet, Trädlärkan 6, vilket innebär "att bebyggelsen bedöms ha synnerligen höga kulturhistoriska värden". Resterande är grönklassade och anses av Stadsmuseet vara "särskilt värdefulla från historisk, kulturhistorisk, miljömässig eller konstnärlig synpunkt".

## Ägare och boenden (urval)

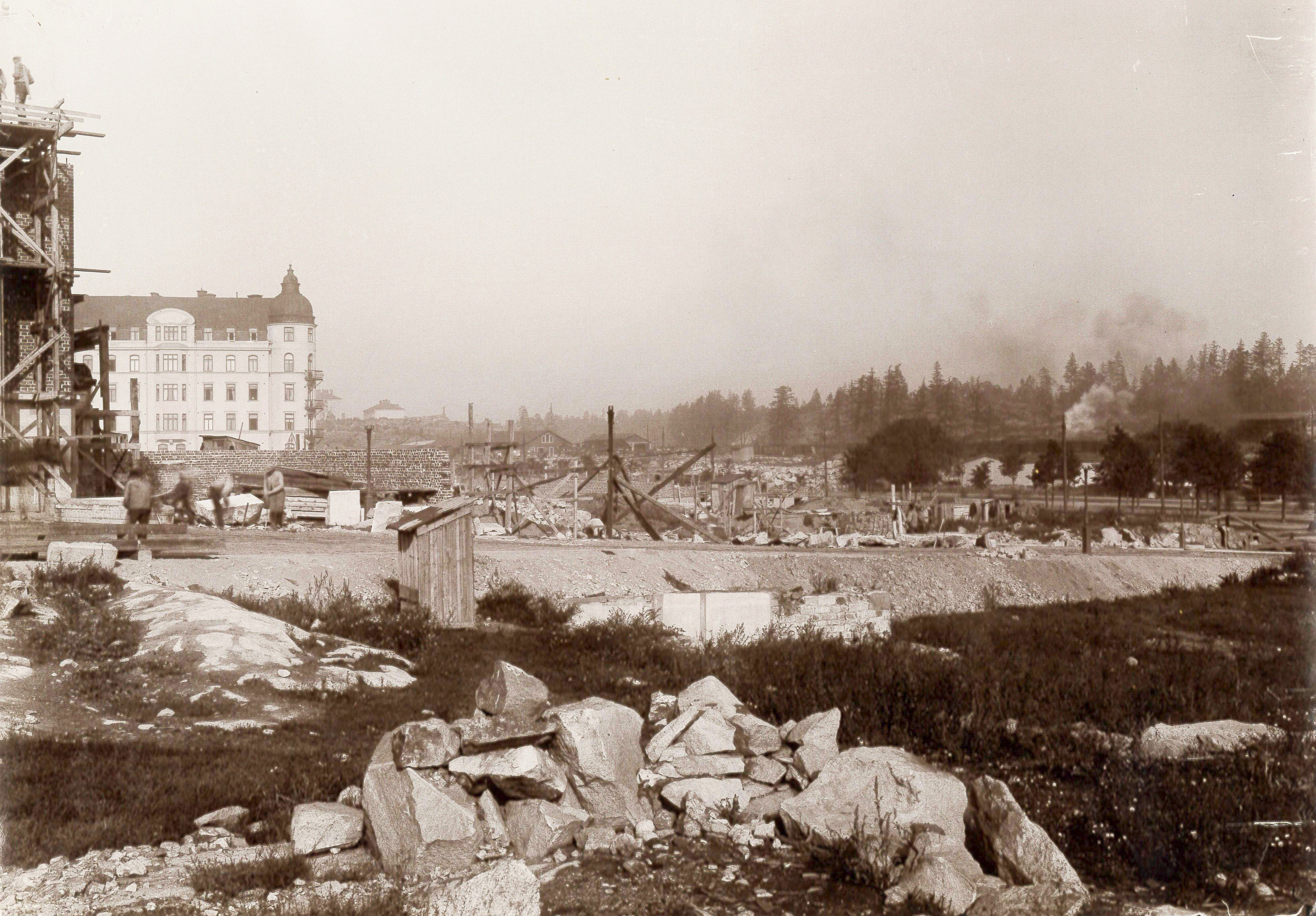
Kvarteret Trädlärkan nästan obebyggt, vy från Sköldungagatan västerut 1909.

Målgruppen för nybyggarna i Lärkan var den välbeställda borgarklassen som önskade bo i eget hem i innerstadens närhet. Bland dem fanns arkitekter, ingenjörer, byggmästare, direktörer och grosshandlare vilket även återspeglas i Trädlärkans byggherrar. Arkitekt Thor Thorén byggde sin stadsvilla på Trädlärkan 3, han ritade dessutom Trädlärkan 2 och Trädlärkan 9. Elektroingenjören Carl Rossander flyttade till Trädlärkan 4 (idag plats för Nigerias Stockholmsambassad). 
Bland kända företagare och grosshandlare kan nämnas Frans Lindqvist, direktören i AB Primus, som byggde på Trädlärkan 1 och Karl Birger Lundström som byggde på Trädlärkan 2. I Trädlärkan 6 hade bland andra konstnärerna Nils Asplund, Arthur Sjögren och Endre Nemes sina ateljéer (idag plats för Schweiz Stockholmsambassad). Apotekaren Gottfrid Nygren byggde på Trädlärkan 8 (idag plats Saudiarabiens Stockholmsambassad) och kemiingenjören Axel Lagrelius byggde på Trädlärkan 9. Den senare efterlämnade en rad intressanta fotografier på sin villa i olika byggstadier där någon i familjen dokumenterat husets framväxt mellan 1909 och 1910. Bilderna visar även att hela kvarteret blev färdigbyggd inom enbart två år.

### Förteckning över fastigheterna i kvarteret Trädlärkan[2][3]
| Bild | Fastighet     | Adress                              | Byggår    | Arkitekt                      | Byggherre                | Byggmästare             |
| ---- | ------------- | ----------------------------------- | --------- | ----------------------------- | ------------------------ | ----------------------- |
|      | Trädlärkan 1  | Tyrgatan 2                          | 1909      | David Lundegård               | Frans Lindqvist          | H.P. Olsson             |
|      | Trädlärkan 2  | Tyrgatan 4                          | 1909–1910 | Thor Thorén                   | Hugo Theorell            | Karl Birger Lundström   |
|      | Trädlärkan 3  | Tyrgatan 6                          | 1909-1910 | Thor Thorén                   | Thor Thorén              | Carl Eugen Öfverberg    |
|      | Trädlärkan 4  | Tyrgatan 8                          | 1909–1910 | Knut Perno                    | Carl Rossander           | Andreas Nordström       |
|      | Trädlärkan 5  | Tyrgatan 10 / Valhallavägen 62      | 1909–1910 | Victor Bodin                  | Gustaf Alfred Johansson  | Gustaf Alfred Johansson |
|      | Trädlärkan 6  | Valhallavägen 64 / Sköldungagatan 9 | 1909–1910 | Erik Hahr                     | Emilia Asplund           | D.E. Thorsén            |
|      | Trädlärkan 7  | Sköldungagatan 7                    | 1910–1911 | Carl August Carlsson          | Anders Andersson Sandrew | Hugo Brusell            |
|      | Trädlärkan 8  | Sköldungagatan 5                    | 1909–1910 | Hagström & Ekman              | Gottfrid Nygren          | Martin Eriksson         |
|      | Trädlärkan 9  | Sköldungagatan 3                    | 1909–1910 | Thor Thorén                   | Axel Lagrelius           | P.D. Larsson            |
|      | Trädlärkan 10 | Sköldungagatan 1 / Friggagatan 8    | 1909–1910 | John Bagger / Sigurd Westholm | Helge Drangel            | Johan Pettersson Edlund |
|      | Trädlärkan 11 | Friggagatan 10                      | 1910–1911 | Thor Thorén                   | Gustaf Wikander          | Johan Bengtson          |